# Katharina Schramm
Katharina Schramm (* 1972) ist eine deutsche Ethnologin.

## Leben
Sie studierte von 1991 bis 1997 Ethnologie (FU Berlin) und Afrikanistik (Humboldt-Universität zu Berlin) (1997 Magister (sehr gut). Thema: Dancing the Nation: Ghanaische Kulturpolitik im Spannungsfeld von Nation und globaler Herausforderung am Beispiel des Ghana Dance Ensemble, 1998 – 2004: Promotion bei Ute Luig und Ayşe Çağlar (FU Berlin), Verteidigung 2004 der Doktorarbeit (summa cum laude). Thema: Struggling over the Past: The Politics of Heritage and Homecoming in Ghana). Von 2003 bis 2008 hatte sie verschiedene Lehraufträge (FU Berlin; MLU Halle-Wittenberg). Von 2005 bis 2008 war sie Post-Doktorandin an der Graduiertenschule Asia and Africa in World Reference Systems (heute: Societies and Cultures in Motion) an der Universität Halle-Wittenberg. Von 2005 bis 2015 nahm am Forschungskolloquium Law, Organisation, Science and Technology (LOST) von Richard Rottenburg, Beteiligung anDoktorandInnenbetreuung (2011, 2014, 2015 kommissarische Leitung) teil. Von 2008 bis 2015 war sie wissenschaftliche Mitarbeiterin am Seminar für Ethnologie der Martin-Luther-Universität Halle-Wittenberg, Lehrstuhl Richard Rottenburg, Mitglied der LOST-Forschungsgruppe (Law, Organisation, Science and Technology). Von 2015 bis 2017 war sie Professorin (W2 auf Zeit) am Institut für Sozial- und Kulturanthropologie, FU Berlin; Governance of Global Inequalities. Seit 2017 lehrt sie als Professorin für Ethnologie an der Universität Bayreuth.

## Schriften (Auswahl)
- Dancing the nation. Ghanaische Kulturpolitik im Spannungsfeld zwischen Nation und globaler Herausforderung. Münster 2000, ISBN 3-8258-4978-3.
- als Herausgeberin mit Nicolas Argenti: Remembering violence. Anthropological perspectives on intergenerational transmission. New York 2010, ISBN 978-1-84545-624-5.
- African homecoming. Pan-African ideology and contested heritage. Walnut Creek 2010, ISBN 978-1-59874-514-6.
- als Herausgeberin mit David Skinner und Richard Rottenburg: Identity politics and the new genetics. Re/creating categories of difference and belonging. New York 2012, ISBN 0-85745-253-3.